# The Secret of Kells
The Secret of Kells (bra: Uma Viagem ao Mundo das Fábulas; prt: Brendam e o Mundo Secreto de Kells) é um filme de animação belgo-franco-irlandês de 2009, dos gêneros aventura e fantasia, dirigido por Tomm Moore e Nora Twomey, com roteiro de Moore e Fabrice Ziolkowski.
Como reconhecimento, foi nomeado ao Oscar de melhor filme de animação.